# Erik von Detten

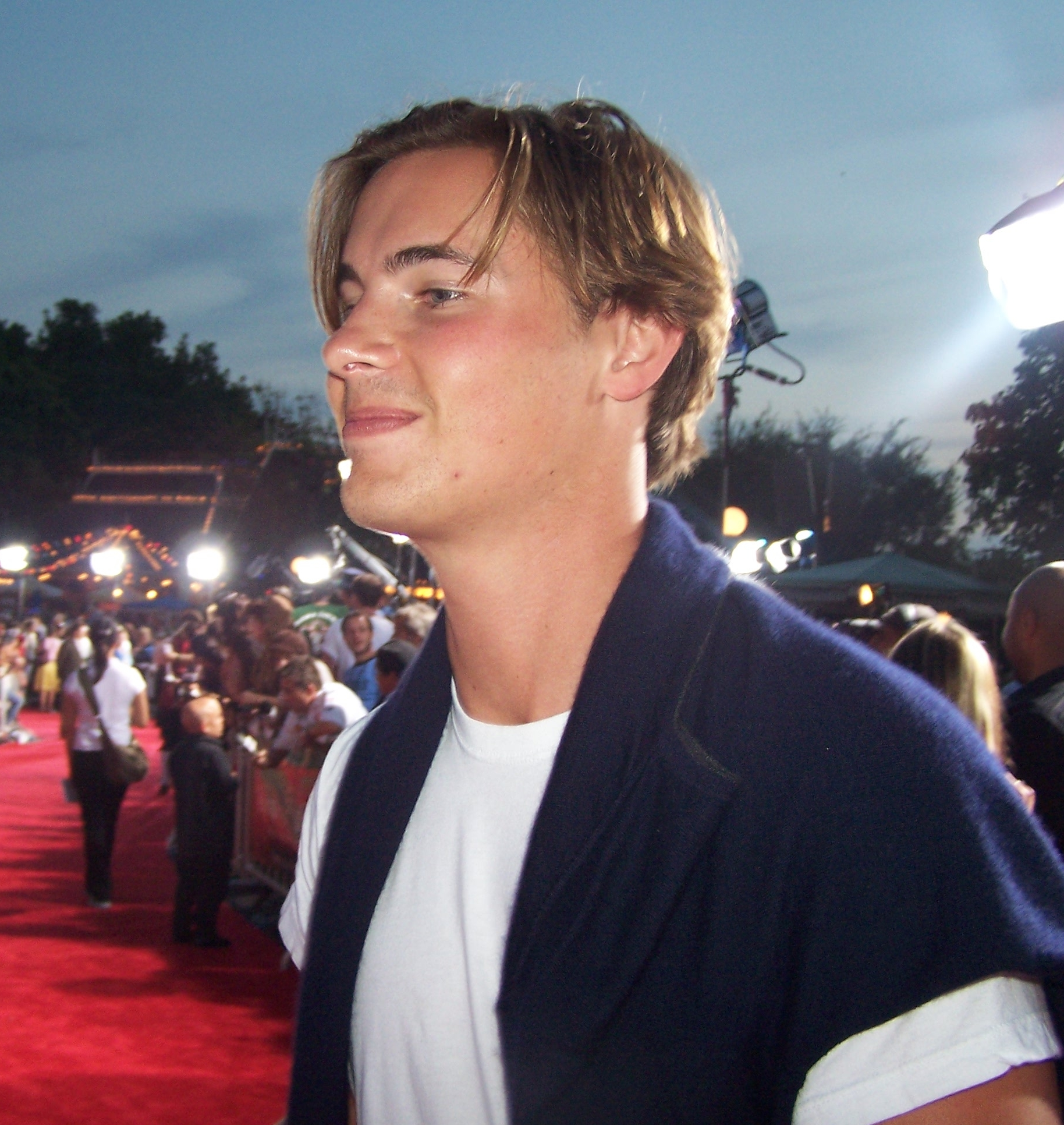
Erik von Detten (2004)

Erik Thomas von Detten (* 3. Oktober 1982 in San Diego, Kalifornien) ist ein ehemaliger US-amerikanischer Filmschauspieler.

## Leben
Von Detten ist eines von vier Kindern von Volker und Susan von Detten. Sein Vater ist gebürtiger Münchner, seine Mutter US-Amerikanerin. Eriks Schwestern heißen Dolly, Britta und Andrea.
Im Alter von neun Jahren begleitete er seine Schwester zu einem Casting und wurde selbst unter Vertrag genommen. Nach einer kleinen Nebenrolle in der 1991 produzierten Filmkomödie Mein Weihnachtswunsch stand von Detten zwischen 1992 und 1993 in der Seifenoper Zeit der Sehnsucht vor der Filmkamera. Seither konnte man ihn in verschiedenen Fernseh- und Kinoproduktionen sehen, unter anderem in dem 2001 produzierten Kinofilm Plötzlich Prinzessin. Zuletzt trat er 2010 als Synchronsprecher bei Toy Story 3 in Erscheinung.
Seine Freizeit verbringt von Detten auf seinem 1969 gebauten Segelboot, das er mit 12 Jahren käuflich erworben und mit Hilfe seines Vaters restauriert hat. Außerdem verbringt er Zeit mit seinem Dalmatiner Miles. Er ist sozial sehr aktiv, da er der ältere Bruder eines Jungen bei Big Brothers Big Sisters ist, einer Einrichtung, die sich um verwaiste oder sozial benachteiligte Kinder kümmert.
Von Detten lebt im kalifornischen Santa Monica und steht gelegentlich auf der Theaterbühne. Er arbeitet gegenwärtig als Vermögensberater bei Rosland Capital, einer Firma mit Sitz in Los Angeles. Er ist seit August 2018 mit Angela von Detten, einer Immobilienmaklerin verheiratet. Seit dem 17. Mai 2019 ist von Detten Vater einer Tochter. Das zweite Kind des Paares, ein Sohn, wurde am 18. März 2021 geboren. Erik und Angela von Detten drittes Kind, wiederum ein Sohn, wurde am 12. Februar 2022 geboren.

## Filmografie (Auswahl)

### Fernsehserien
- 1992–1993: Zeit der Sehnsucht (Days of our Lives)
- 1997: Meego – Ein Alien als Kindermädchen (Meego)
- 1999: Fionas Website (So Weird)
- 2001: Disneys Große Pause (Recess) (Synchronsprecher)
- 2002–2003: Dinotopia

#### Gastauftritte
- 1995: Emergency Room – Die Notaufnahme (ER), Folge 2.7
- 1996: Eine himmlische Familie (7th Heaven), Folge 1.6
- 2001: Raising Dad – Wer erzieht wen?, Folge 1.7
- 2003: Law & Order: Special Victims Unit (Fernsehserie, Folge 4.17)
- 2003: Charmed – Zauberhafte Hexen (Charmed), Folge 5.16
- 2004: Meine wilden Töchter (8 Simple Rules... for Dating My Teenage Daughter), Folge 2.20
- 2005: Malcolm mittendrin (Malcolm in the Middle), Folge 7.6
- 2008: Bones – Die Knochenjägerin, Folge 3.11

### Spielfilme
- 1991: Mein Weihnachtswunsch (All I Want for Christmas)
- 1994: Bitteres Blut (In the Best of Families: Marriage, Pride & Madness)
- 1995: In den Fängen der Entführer (In the Line of Duty: Kidnapped)
- 1995: Die Flucht zum Hexenberg (Escape to Witch Mountain)
- 1995: Top Dog
- 1995: Toy Story (Toy Story, Stimme)
- 1996: Und täglich grüßt der Weihnachtsmann (Christmas Every Day)
- 1997: Beaver ist los (Leave It to Beaver)
- 1998: Soulskater – Vier Freunde auf Rollen (Brink!)
- 2001: Plötzlich Prinzessin (The Princess Diaries)
- 2002: American Girl (Confessions of an American Girl)
- 2003: Almost Legal – Echte Jungs machen’s selbst (After School Special)

## Auszeichnungen
Erik von Detten war bisher fünfmal für den Young Artist Award nominiert worden, ging jedoch stets leer aus. Ebenso verhielt es sich, als er zweimal für den YoungStar Award nominiert war.